# Lepanthes cloesii
Lepanthes cloesii är en orkidéart som beskrevs av Carlyle August Luer. Lepanthes cloesii ingår i släktet Lepanthes och familjen orkidéer.
Artens utbredningsområde är Peru. Inga underarter finns listade i Catalogue of Life.